# Luciosoma trinema
Luciosoma trinema és una espècie de peix cipriniforme de la família dels ciprínids.

## Morfologia
Els mascles poden assolir els 25,5 cm de longitud total.

## Distribució geogràfica
Es troba a Sumatra, Borneo i Malàisia.